# Damian Syjonfam
Damian Syjonfam, właściwie Damian Skoczylas (ur. 9 marca 1977 w Świdniku) – polski wokalista, autor tekstów i producent muzyczny.

## Dyskografia
Albumy
| Tytuł                 | Dane dot. albumu                                      | Pozycja na liście |
| Tytuł                 | Dane dot. albumu                                      | POL               |
| --------------------- | ----------------------------------------------------- | ----------------- |
| Wracam do domu        | - Data: 15 sierpnia 2014 - Wydawca: Lou & Rocked Boys | 2                 |
| To co było, to będzie | - Data: 5 lutego 2016 - Wydawca: Lou & Rocked Boys    | 15                |
| Czuję, więc jestem    | - Data: 13 lipca 2018 - Wydawca:OneFam                | 1                 |
| 77                    | - Data: 28 września 2023 - Wydawca: OneFam            |                   |

Notowane utwory
| Tytuł               | Rok  | Pozycja na liście | Pozycja na liście | Pozycja na liście | Album                 |
| Tytuł               | Rok  | PRO               | POL (iTunes)      | POL (Apple Music) | Album                 |
| ------------------- | ---- | ----------------- | ----------------- | ----------------- | --------------------- |
| "Powstanie"         | 2014 | 36                | 23                | 24                | Wracam do domu        |
| "Ekonomiczna Wojna" | 2016 | –                 | 51                | 62                | To Co Było, To Będzie |
| "Kto Siłę Ma"       | 2016 | –                 | 46                | 44                | To Co Było, To Będzie |

Płyty winylowe
- Ten świat jest Twój 2017[9]

## Teledyski
| Tytuł                | Rok  | Reżyseria/Realizacja                                                    | Album                 | Źródło |
| -------------------- | ---- | ----------------------------------------------------------------------- | --------------------- | ------ |
| "Wracam do domu"     | 2014 | Magdalena Dziewulska-Skoczylas/Xvisuals                                 | Wracam do domu        | [ 10 ] |
| "Powstanie"          | 2014 | Magdalena Dziewulska-Skoczylas/Xvisuals                                 | Wracam do domu        | [ 11 ] |
| "Kto siłę ma"        | 2015 | Pozytywne Magdalena Dziewulska-Skoczylas/Grzvideos                      | To co było, to będzie | [ 12 ] |
| "Ekonomiczna wojna"  | 2015 | Magdalena Dziewulska-Skoczylas/ProWizja Studio                          | To co było, to będzie | [ 13 ] |
| "Opowieści"          | 2015 | Magdalena Dziewulska-Skoczylas/Realizacja: Piotr Ograbek, Sławek Jóźwik | To co było, to będzie | [ 14 ] |
| "Etykiety"           | 2015 | Shougun                                                                 | To co było, to będzie | [ 15 ] |
| "Terror"             | 2016 | Magdalena Dziewulska-Skoczylas/Grzvideos                                |                       | [ 16 ] |
| "Czuję, więc jestem" | 2018 | Magdalena Dziewulska-Skoczylas/Grzvideos                                | Czuję, więc jestem    | [ 17 ] |